# 楊曜
楊曜（1966年12月6日—），中華民國政治人物，澎湖縣西嶼鄉人，現任澎湖縣選舉區立法委員、民主進步黨澎湖縣黨部主任委員，曾任民進黨澎湖縣黨部執行長、澎湖縣工業策進會總幹事、澎湖縣中小企業服務中心主任、澎湖縣議會議員。

## 政治生涯
楊曜的父親楊夷狄曾任西嶼鄉鄉代會主席，兄長楊石龍曾任西嶼鄉長、澎湖縣議員，兩者皆為國民黨籍。楊曜早年曾任澎湖縣工業策進會總幹事、澎湖縣中小企業服務中心主任，及民進黨澎湖縣黨部執行長。2001年，楊曜在前任澎湖縣長高植澎力薦下，首度代表民進黨參選澎湖縣區域立委選舉，挑戰時任立委林炳坤，以29.03%得票率落敗。2005年，楊曜在馬公市選區參選澎湖縣議會議員一職，並成功當選，2010年連任。
2011年，楊曜再度出馬挑戰林炳坤的立委席位。由於林炳坤有「澎湖王」的稱號，其基層人脈實力雄厚，因此楊曜被視為「小蝦米對大鯨魚」。最終，楊曜透過在澎湖勤走基層及議會問政積累的成果，並以改變澎湖醫療、爭取澎湖軍公教離島加給與金馬相同等政綱，擊敗五次連任的林炳坤，首度為民進黨奪下澎湖立委。
2016年、2020年、2024年，楊曜皆戰勝國民黨籍對手連任立委一職。然則，楊曜在2024年立委選舉遭部分於選前兩個月才成立的澎湖臉書「側翼粉專」群起攻擊，該等專頁立場親國民黨，並發布支持國民黨籍候選人吳政的文宣。

### 婉拒參選2022年澎湖縣縣長
2022年6月中民主進步黨選對會正式討論澎湖縣縣長人選，原本黨主席蔡英文屬意徵召楊曜參選，但最後他以身體狀況為由婉拒出戰。改為有意爭取民主進步黨提名的前縣長陳光復以及時任議員陳慧玲進行電話民調，最終陳光復勝出並獲得政黨徵召，第四度參選澎湖縣縣長。

## 爭議事件

### 替同黨立委代投票
2024年4月30日立法院表決大戰再發生「代投票」，民進黨立委吳秉叡不在場卻有投票。國民黨立委葉元之拿出他當時直播影片質疑，吳不在場被抓包後，議事人員將吳的卡抽出，民進黨立委楊曜還是走去吳的位子，疑似在按什麼，「楊曜，你想幹什麼？」請楊曜出來說清楚。國民黨立委羅廷瑋則建議，以後投票改由指紋辨識進行投票，以慎防他人代投行為。
葉元之質疑，楊曜沒事到吳秉叡座位做投票的動作幹嘛？「是不是就是你代投？」「為何你要走到吳秉叡的位子按鈕？」「是否是吳秉叡請你幫他投票？」按照民進黨的標準，這就是公然舞弊的行為，請民進黨團查明清楚出來認錯，給社會一個交代。

## 選舉紀錄
| 年度 | 選舉屆數               | 選舉區           | 所屬政黨   | 得票數 | 得票率 | 當選標記 | 備註 |
| ---- | ---------------------- | ---------------- | ---------- | ------ | ------ | -------- | ---- |
| 2001 | 第五屆立法委員選舉     | 澎湖縣選舉區     | 民主進步黨 | 11,617 | 29.03% |          |      |
| 2005 | 第十六屆澎湖縣議員選舉 | 澎湖縣第一選舉區 | 民主進步黨 | 2,074  | 7.04%  |          |      |
| 2009 | 第十七屆澎湖縣議員選舉 | 澎湖縣第一選舉區 | 民主進步黨 | 2,420  | 8.54%  |          |      |
| 2012 | 第八屆立法委員選舉     | 澎湖縣選舉區     | 民主進步黨 | 23,823 | 53.43% |          |      |
| 2016 | 第九屆立法委員選舉     | 澎湖縣選舉區     | 民主進步黨 | 23,107 | 55.40% |          |      |
| 2020 | 第十屆立法委員選舉     | 澎湖縣選舉區     | 民主進步黨 | 26,737 | 53.77% |          |      |
| 2024 | 第十一屆立法委員選舉   | 澎湖縣選舉區     | 民主進步黨 | 24,669 | 50.95% |          |      |

## 外部連結
- 楊曜的Facebook專頁
- 立法院楊曜委員介紹 （页面存档备份，存于）